# Ейми Адамс
Ейми Адамс (на английски: Amy Adams) е американска актриса и певица, носителка на награди „Сатурн“, „Сателит“, награда на „Гилдията на актьорите“ и две награди „Златен глобус“, номинирана е за две награди „Еми“, шест пъти за награда „Оскар“, седем пъти за награда БАФТА. От 2017 г. има звезда на Холивудската алея на славата. Известни филми с нейно участие са „Призовка за Сара“, „Хвани ме, ако можеш“, „Джунбъг“, „Омагьосана“, „Съмнения“, „Боецът“, „Човек от стомана“, „Американска схема“, сериалите „Шеметни години“, „Бъфи, убийцата на вампири“ и други.

## Биография
Ейми Адамс е родена на 20 август 1974 г. във Виченца, Италия, в семейството на Ричард и Катрин Адамс. Ейми е четвъртото от седем деца. Баща ѝ е военен от армията на САЩ и служи в американска военна база във Виченца по времето когато тя е родена. Семейството ѝ се мести от една военна база в друга, преди да се установи в Касъл Рок, Колорадо, когато тя е на осемгодишна възраст. След това баща ѝ започва ресторантьорски бизнес, а майка ѝ се занимава полупрофесионално с фитнес. Семейството на Ейми изповядват Мормонизъм, но напускат църквата, след като родителите ѝ се развеждат през 1985 г.
Ейми учи в гимназията на Окръг Дъглас, където пее в училищния хор, също така посещава курсове по танци с амбиция да стане балерина. След като завършва гимназия, Ейми се мести заедно с майка си в Атланта, Джорджия. Решавайки, че не е достатъчно талантлива да се занимава професионално с балет, започва да играе в музикален театър, който според Ейми е „много по-подходящ за нея“. Тя казва, че в балета има „твърде много ограничения“, както и че „тялото ѝ е изтощено от танцуване през всичките тези години“. Когато става на 18 години Ейми съчетава играта си в театъра заедно с работа като консултант в магазини GAP. По-късно работи като администратор във верига ресторанти „Hooters“. Тя напуска работа три седмици след като събира достатъчно пари да си купи автомобил.

### Личен живот
От 2001 г. Ейми има любовна връзка с актьора и музикант Дарън Ле Гало, с когото се запознава в клас по актьорско майсторство. Адамс и Ле Гало се сгодяват през 2008 г., а през 2010 г. се ражда първото им дете – момиченце на име Евиана Олеа (Aviana Olea). Двамата сключват брак с тайна церемония на 2 май 2015 г.

### Кариера
През 1995 г. работи професионално като танцьорка в „Boulder's Dinner Theatre“, „Country Dinner Playhouse“ и „Heritage Square Music Hall“.

## Филмография

### Кино
| година | филм                                       | оригинално заглавие                            | роля           | бележки |
| ------ | ------------------------------------------ | ---------------------------------------------- | -------------- | --- |
| 1999   | Убийствени мадами                          | Drop Dead Gorgeous                             | Лесли Милър    | |
| 2000   |                                            | Psycho Beach Party                             | Ан             | |
| 2000   | Секс игри 2                                | Cruel Intentions 2                             | Катрин         | |
| 2002   | Законът на касапницата                     | The Slaughter Rule                             | Дорийн         | |
| 2002   | Забранен романс                            | Pumpkin                                        | Алекс          | |
| 2002   | Призовка за Сара                           | Serving Sara                                   | Кейт           | |
| 2002   | Хвани ме, ако можеш                        | Catch Me If You Can                            | Бренда Стронг  | |
| 2004   |                                            | The Last Run                                   | Алексис        | |
| 2005   | Мъж под наем                               | The Wedding Date                               | Ейми           | |
| 2005   | Джунбъг                                    | Junebug                                        | Ашли Джонстън  | - номинация – Оскар за най-добра поддържаща женска роля. - номинация – Сателит за най-добра актриса в поддържаща роля в драматичен филм. |
| 2005   |                                            | Standing Still                                 | Елис           | |
| 2006   | Рики Боби: Лудият на макс                  | Talladega Nights: The Ballad of Ricky Bobby    | Сюзън          | |
| 2007   | Старо гадже                                | The Ex                                         | Аби Марч       | |
| 2007   | Аутсайдер                                  | Underdog                                       | (глас)         | |
| 2007   | Омагьосана                                 | Enchanted                                      | Жизел          | - Сатурн за най-добра актриса. - номинация – Златен глобус за най-добра актриса в мюзикъл или комедия. - номинация – Сателит за най-добра актриса в мюзикъл или комедия.                                                                                             |
| 2007   | Войната на Чарли Уилсън                    | Charlie Wilson's War                           | Бони           | |
| 2008   | Денят, който промени живота на мис Петигрю | Miss Pettigrew Lives for a Day                 | Делисия Лафос  | |
| 2008   | Съмнения                                   | Doubt                                          | сестра Джеймс  | - номинация – Оскар за най-добра поддържаща женска роля. - номинация – Награда на БАФТА за най-добра актриса в поддържаща роля. - номинация – Златен глобус за най-добра поддържаща актриса.                                                                         |
| 2009   | Почистване до блясък                       | Sunshine Cleaning                              | Роуз           | |
| 2009   | Нощ в музея 2                              | Night at the Museum: Battle of the Smithsonian | Амелия Еърхарт | |
| 2009   | Джули и Джулия                             | Julie & Julia                                  | Джули Пауъл    | |
| 2009   | Лунна серенада                             | Moonlight Serenade                             | Клои           | |
| 2010   | Високосна година                           | Leap Year                                      | Ана            | |
| 2010   | Боецът                                     | The Fighter                                    | Шарлин Флеминг | - номинация – Оскар за най-добра поддържаща женска роля. - номинация – Награда на БАФТА за най-добра актриса в поддържаща роля. - номинация – Златен глобус за най-добра поддържаща актриса. - номинация – Сателит за най-добра актриса в поддържаща роля.           |
| 2011   | Мъпетите                                   | The Muppets                                    | Мери           | |
| 2012   | По пътя                                    | On the Road                                    | Дейн           | |
| 2012   | Учителят                                   | The Master                                     | Пеги Дод       | - номинация – Оскар за най-добра поддържаща женска роля. - номинация – Награда на БАФТА за най-добра актриса в поддържаща роля. - номинация – Златен глобус за най-добра поддържаща актриса. - номинация – Сателит за най-добра актриса в поддържаща роля.           |
| 2012   | Обратно в играта                           | Trouble with the Curve                         | Мики           | |
| 2013   | Човек от стомана                           | Man of Steel                                   | Лоис „Ло“ Лейн | |
| 2013   | Тя                                         | Her                                            | Ейми           | |
| 2013   | Американска схема                          | American Hustle                                | Сидни Просър   | - Златен глобус за най-добра актриса в мюзикъл или комедия. - номинация – Оскар за най-добра женска роля. - номинация – Награда на БАФТА за най-добра актриса в главна роля. - номинация – Сателит за най-добра актриса. - номинация – Емпайър за най-добра актриса. |
| 2014   |                                            | Lullaby                                        | Емили          | |
| 2014   | Големи очи                                 | Big Eyes                                       | Маргарет Кийн  | - Златен глобус за най-добра актриса в мюзикъл или комедия. - номинация – Награда на БАФТА за най-добра актриса в главна роля. |
| 2016   | Батман срещу Супермен                      | Batman v Superman: Dawn of Justice             | Лоис „Ло“ Лейн | |
| 2016   | Първи контакт                              | Arrival                                        | д-р Луиз Банкс | - номинация – Награда на БАФТА за най-добра актриса в главна роля. |
| 2018   | Вице                                       | Vice                                           | Лин Чейни      | |

### Телевизия
| година      | филм                      | оригинално заглавие      | роля          | бележки                       |
| ----------- | ------------------------- | ------------------------ | ------------- | ----------------------------- |
| 2000        | Шеметни години            | That '70s Show           | Кат Питърсан  | сериал, 1 епизод              |
| 2000        | Чародейките               | Charmed                  | Маги Мърфи    | сериал, 1 епизод              |
| 2000        |                           | Zoe, Duncan, Jack & Jane | Дайна         | сериал, 1 епизод              |
| 2000        | Провидънс                 | Providence               | Ребека Тейлър | сериал, 1 епизод              |
| 2000        | Бъфи, убийцата на вампири | Buffy the Vampire Slayer | Бет Маклей    | сериал, 1 епизод              |
| 2001        | Смолвил                   | Smallville               | Джоди Мелвил  | сериал, 1 епизод              |
| 2002        | Западното крило           | The West Wing            | Кати          | сериал, 1 епизод              |
| 2004        |                           | King of the Hill         | (глас)        | анимационен сериал, 3 епизода |
| 2004        |                           | Dr. Vegas                | Алис Дохърти  | сериал, 5 епизода             |
| 2005 – 2006 | Офисът                    | The Office               | Кейти         | сериал, 3 епизода             |